# Paweł Cieślik (siatkarz)
Paweł Cieślik (ur. 18 marca 2000) – polski siatkarz, grający na pozycji środkowego. 
Swoją karierę siatkarską rozpoczął w wieku 10 lat w Szkole Podstawowej nr 60 w Bydgoszczy. W rozgrywkach PlusLigi zadebiutował w trakcie sezonu 2018/2019 w drużynie BKS Visła Bydgoszcz jako rozgrywający. W kolejnym sezonie w klubie z Bydgoszczy grał na pozycji atakującego. Od sezonu 2023/2024 zaczął grać jako środkowy.
Zajmuje się robieniem grafik na portalach społecznościowym. Jego przygoda rozpoczęła się od robienia grafik na mecz ćwierćfinałowy lub półfinałowy Mistrzostw Polski Juniorów w Bydgoszczy w 2014 roku. Prowadził wraz z innymi osobami klubowego Facebooka i zawsze tworzyli na nim wydarzenia. Na początku robił je na telefonie. W 3 klasie gimnazjum dostał komputer, na którym mógł tworzyć grafiki najwyższej jakości. Od 2021 roku pracuje w klubie siatkarskim z PlusLigi w Bogdance LUK Lublin w tworzeniu grafik. Również przygotowuje je dla wielu znajomych siatkarzy, z którymi grał w przeszłości, którzy potem jego grafiki wstawiają na Instagrama.

## Sukcesy klubowe
Mistrzostwa Polski Kadetów:
- 2017[10]

Tauron I liga:
- 2023[11], 2024[12]